# Henryka Strojnowska
Henryka Zofia Strojnowska (ur. 22 czerwca 1958 w Wałbrzychu) – polska polityk i psycholog, w latach 2008–2012 wicewojewoda lubelski.

## Życiorys
W 1985 ukończyła studia z zakresu psychologii na Katolickim Uniwersytecie Lubelskim, została też absolwentką studiów podyplomowych z zakresu administracji i zarządzania na Wydziale Prawa Uniwersytetu Marii Curie-Skłodowskiej w Lublinie.
W latach 1992–1994 była nauczycielem w Liceum im. Stefana Batorego w Lublinie oraz w technikach w Lubartowie i Lublinie, gdzie również pracowała jako psycholog. Od 1994 do 2000 pełniła funkcję wicedyrektora i następnie dyrektora Domu Pomocy Społecznej nr 1 im. Matki Teresy z Kalkuty w Lublinie. W latach 2002–2003 zajmowała stanowisko dyrektora prywatnego domu opieki dla ludzi starszych „Forest” w Lublinie.
W 2002 bezskutecznie kandydowała do lubelskiej rady miejskiej. W 2006 z listy Platformy Obywatelskiej uzyskała mandat radnej Lublin, po czym została wiceprzewodniczącą rady. Funkcję tę pełniła do stycznia 2008, kiedy to objęła urząd wicewojewody lubelskiego. W lutym 2012 została odwołana ze stanowiska. Została następnie dyrektorem Zarządu Nieruchomości Wojewódzkich w Lublinie, z której to funkcji została zwolniona w maju 2019; w lipcu 2020 przywrócono ją do pracy na skutek wyroku sądu pracy.